# Санта Репарата (Терамо)
Санта Репарата (итал. Santa Reparata) је насеље у Италији у округу Терамо, региону Абруцо.
Према процени из 2011. у насељу је живело 127 становника. Насеље се налази на надморској висини од 320 м.